# Podkanina
Podkanina – część wsi Przyszowa w Polsce, położona w województwie małopolskim, w powiecie limanowskim, w gminie Łukowica.
W latach 1975–1998 Podkanina administracyjnie należała do województwa nowosądeckiego.
Podkanina w latach 1954–1972 wchodziła w skład gromady Przyszowa.